# К. Б. Шридеви
К. Б. Шридеви (малаял. കെ.ബി. ശ്രീദേവി; 1 мая 1940, Ваниямбалам, Британская Индия — 16 января 2024, Триппунитура, Керала) — индийская писательница, писавшая на языке малаялам. Большинство ее работ по индийской мифологии и фольклору относятся к детской литературе.

## Биография
Родилась 1 мая 1940 года в деревне Ваниямбалам (ныне Керала) в семье активиста Конгресса Нараянана (В. М. Ч.) Бхаттатиппада и Гаури Антарджанам. Училась в средней школе VMC в Вандуре, основанной её отцом, затем в школе для девочек Триппунитуры и государственной школе Варавура. Она также в течение трех лет брала уроки игры на вине у Нараватха Девакиаммы. Шридеви оставила школу после десятого класса, поскольку родители решили, что для девочки этого хватит. В возрасте шестнадцати лет она вышла замуж за Брахмадатту Намбутирипада, в браке с которым родила троих детей: Унни, Лату и Нараянана.  
Свой первый рассказ «Yugaantharangaliloode» (досл.: «На протяжении веков») написала в возрасте тринадцати лет. Его опубликовали в журнале Thunchathacharyan, за что писательница получила гонорар размером 10 рупий. Первая книга Шридеви была издана, когда ей было девятнадцать. Впоследствии она опубликовала множество романов и рассказов в таких изданиях, как Ezhuthachan Masika, Jayakeralam и Mathrubhumi.
В 1960 году Шридеви основала Mahila Samajam (женскую волонтерскую инициативу), нацеленную на улучшение положения женщин и детей. Они организовывали образовательные курсы, культурные мероприятия и профессиональное обучение для женщин. Она занимала пост секретаря общества, пока они с семьей не переехали в Триссур в 1970 году.
Она написала 8 романов: «Parayi Petta Panthirukulam», «Moonnam Thalamura», «Agnihothram», «Yajnjam», «Chanakkallu», «Mukhathodu Mukham», «Thiriyuzhichil» и «Kuttithirumeni», а также несколько рассказов, эссе и сказок. В своих произведениях она в основном описывала жизнь женщин общины Намбудири того времени, которым пришлось столкнуться с рядом социальных трудностей. В 1975 году по её рассказу был снят фильм Niramaala, к которому она сама написала сценарий, получив за него в итоге кинопремию штата Керала. В тот же год она получила премию Kunkumamam за роман «Yajnjam» (досл.: «Жертва»), рассказывающий о жизни изгнанных из общины по ложному обвинению. В 1990 году её рассказ «Shilpa Rupini» был переведен на английский язык Гитой Кришнанкутти как «Woman of Stone».
В 2011 году писательница получила премию Литературной академии Кералы за вклад в литературу на малаялам, а в 2018 — премию Амриты Кирти. В 2019 году её внучка Ранджана сняла одноимённый сорокапятиминутный фильм по её роману «Yajnjam».
Шридеви скончалась 16 января 2024 года в Триппунитуре в возрасте 84 лет.